# フルート奏者の一覧
フルート奏者の一覧は、Wikipedia日本語版に記事のある、フルートを演奏する音楽家（フルーティスト）の一覧。
クラシック音楽の演奏家一覧#フルート奏者も参照。

## 海外
ラスト・ネームの五十音順。

### あ行
- ピエール＝イヴ・アルトー（フランス語版）
- イアン・アンダーソン（ジェスロ・タル）
- ポール・アンドレ
- ロバート・ウィン
- クリス・ウッド（トラフィック）

### か行
- セヴェリーノ・ガッゼローニ
- パトリック・ガロワ
- ジェフリー・ギルバート
- バルトルト・クイケン
- ペーター＝ルーカス・グラーフ
- ロン・コーブ
- イレーナ・グラフェナウアー
- アンドレア・グリミネッリ
- メル・コリンズ（キング・クリムゾン）
- ジェームズ・ゴールウェイ

### さ行
- ヴォルフガング・シュルツ
- ジャック・ズーン

### た行
- カール・ハインツ・ツェラー
- ミシェル・デボスト
- マチュー・デュフォー
- レオナルド・デ・ロレンツォ

### な行
- オーレル・ニコレ

### は行
- エミリー・バイノン
- カール＝ハインツ・パッシン
- JMバガン
- エマニュエル・パユ
- フーベルト・バルワーザー
- コンラート・ヒュンテラー
- デニス・ブリアコフ
- ルイ・フルーリー
- ウィリアム・ベネット

＊アンドレアス・ブラウ

### ま行
- イアン・マクドナルド（キング・クリムゾン、フォリナー）
- ハービー・マン
- マルセル・モイーズ

### や行
- ユージニア・ズーカーマン

### ら行
- ジャン＝ピエール・ランパル
- ビヨルン・ヤーソン・リンター
- クルト・レーデル
- ヒューバート・ロウズ

## 日本

### あ行
- 有田正広
- 稲垣飛鳥
- 井上大輔（井上忠夫）
- 今井亨
- 岩下智子
- 上野由恵
- 上野星矢
- 植村泰一
- 大村友樹
- 奥野由紀子

### か行
- 梶原一紘
- 川人伸二
- 川人洋二
- 神崎愛
- 神田寛明
- 神田勇哉
- 木下芳丸
- 木ノ脇道元
- 金昌国
- 工藤重典
- 熊田為宏
- 小林美香
- Cocomi

### さ行
- 坂上領
- 榊原麻理子
- 佐久間由美子
- 斎藤和志
- ザビエル・ラック

### た行
- 高木綾子
- 高橋紫微
- 多久潤一朗
- 田野秀康
- 田部井雅世
- 髙木美里
- 武田有彩

### な行
- 中瀬香寿子
- 中西久美
- 新村理々愛
- 西平せれな
- 中村めぐみ

### は行
- 深津純子
- 萩原可奈

### ま行
- 前田綾子
- 松木さや
- 三上明子
- 森本英希

### や行
- 山形由美
- 柳原佑介

- 矢野正浩
- 吉岡仁美
- 吉川久子
- 吉田雅夫
- yumi
- YUKKO

### わ行
- Waka（Vanilla Mood）